# Comuna Kozațke, Konotop
Kozațke (în ucraineană Козацьке) este o comună în raionul Konotop, regiunea Sumî, Ucraina, formată din satele Kozațke (reședința), Novomutîn, Șcekînske și Vovciîk.

## Demografie
Componența lingvistică a comunei Kozațke
     Ucraineană (97,76%)
     Rusă (2,02%)
     Alte limbi (0,13%)
Conform recensământului din 2001, majoritatea populației comunei Kozațke era vorbitoare de ucraineană (97,76%), existând în minoritate și vorbitori de rusă (2,02%).